# Mostkowo (województwo warmińsko-mazurskie)
Mostkowo (niem. Brückendorf) – wieś w Polsce położona w województwie warmińsko-mazurskim, w powiecie ostródzkim, w gminie Łukta.
W latach 1954–1961 wieś należała i była siedzibą władz gromady Mostkowo, po jej zniesieniu w gromadzie Łukta. W latach 1975–1998 miejscowość administracyjnie należała do województwa olsztyńskiego.
Miejscowość leży w historycznym regionie Prus Górnych. Znajduje się tu przystanek autobusowy, wieś leży przy linii kolejowej Olsztyn-Elbląg-Gdańsk najbliższa stacja to Gamerki Wielkie 1 km. Przez miejscowość przebiega droga wojewódzka nr 530: Ostróda – Mostkowo – Dobre Miasto i droga powiatowa nr 1203N: Wilnowo - Mostkowo - Jonkowo - Gutkowo. 
W pobliżu wsi przepływa rzeka Pasłęka, która rozgranicza gminę Łukta i gminę Jonkowo, jest również granicą Mazur Zachodnich i Warmii. 
We wsi znajduje się: szkoła podstawowa z nowoczesną salą gimnastyczną, sklep spożywczy, zabytkowy młyn, młynarzówka, magazyn zbożowy oraz kuźnia. Do wsi należy kolonia Kolonia Mostkowo.

## Historia
Wieś wymieniana w dokumentach z 1384, kiedy to dwóch braci, pochodzących z Łukty, otrzymało nadanie. Pierwotna nazwa wsi brzmiała: Brückendorf. W 1402 powstał we wsi młyn. Z dokumentów wynika, że w 1540 w Mostkowie zobowiązani do płacenia czynszu byli: Casper Moller (młynarz), Brosien (karczmarz) oraz chłopi: Merten, Hans Valten, Ertmann, Stenzel, Andres, Kreusel, Jorge, Knoll. Łączny czynsz z Mostkowa wynosił wtedy 51,5 marki. Księgi podatkowe z lat późniejszych informują, że czynsz wynosił 4 marki od każdej włóki oraz dodatkowo dwie kury rocznie po jednym szeflu (szefl pruski to 44 kg)  żyta, jęczmienia i owsa. W dokumentach z 1544 Mostkowo określono jako wieś pruska. W latach 1954–1961 Mostkowo było siedzibą  Gromadzkiej Rady Narodowej, w skład której wchodziły gromady: Mostkowo, Ględy, Gucin, Kojdy, Kozia Góra, Sobno, Zajączkowo. W 1961 przewodniczącym Prezydium był Mieczysław Szawłowski, członkami Jerzy Pietruszka i Zygmunt Zbierowski. Sekretarzem Mirosława Korczak. GRN w Mostkowie obejmowała obszar 2854,7 ha i liczyła 1593 mieszkańców. Po II wojnie światowej, w 1945 powstała grupa Świadków Jehowy. 3 października 1949 Starosta Powiatowy w Ostródzie został powiadomiony przez Wiktora Fidurę o zarejestrowaniu zboru Świadków Jehowy w Mostkowie. Lokalem zebrań i modlitw było jego mieszkanie. Kaznodziejami byli Wiktor Fidura, Bonifacy Fidura i Czesław Wieczorek.
W 1974 do sołectwa Mostkowo (gmina Łukta) należały miejscowości: PGR Chudy Dwór, PGR Gucin, osada Henryka Góra, PGR Kozia Góra, osada Maronie i wieś Mostkowo.